# 壽泠縣
壽泠縣，三國吳置，治所在今越南廣治省广治市社北廣治河東岸。後廢。西晉太康十年（289年），分西卷縣復置。宋、南齊仍置。隋大業元年（605年）平林邑，置蕩州，尋改為比景郡，均轄壽泠縣，後廢。